# 帕亚拉市镇
帕亚拉市镇（瑞典語：Pajala kommun）是瑞典北部北博滕省的一个市镇。其治所位于帕亚拉。